# Nymphoides peltata
El falso nenúfar amarillo (Nymphoides peltata) es una planta acuática de la familia Menyanthaceae nativa de Eurasia. Tiene hojas flotantes cordadas que sostienen una inflorescencia laxa de flores amarillas. El fruto es una cápsula que contiene muchas semillas aplanadas con pelos marginales rígidos.
Se encuentra comúnmente en estanques y cuerpos de agua de movimiento lento. No puede crecer a la sombra y debe tener un cuerpo de agua relativamente profundo. Las flores florecen de julio a septiembre, mientras que las semillas maduran de agosto a octubre.
Las flores de N. peltata son heteroestiladas y débilmente autoincompatibles.

## Usos
Nymphoides peltata  es una planta comestible. Las hojas se cocinan como verdura, y también lo son los tallos, pero solo se come el interior del tallo. Las flores también se cocinan. Las semillas se muelen y se usan para otros fines culinarios. Las hojas frescas se usan comúnmente para tratar dolores de cabeza.
Se vende comúnmente para su uso en jardines ornamentales con cuerpos de agua (fuentes, estanques..). Sin embargo, fuera de su lugar nativo puede convertirse en una hierba nociva y molesta.  Nymphoides peltata  se ha convertido en un problema creciente en Michigan, donde ha sido declarada como una   especie invasora por el Departamento de Michigan] de recursos naturales. Se ha convertido en un problema como especie invasora debido a la facilidad con que se propagan sus semillas a través del agua en movimiento. Se controla físicamente arrancándolas a mano.